# Karari
Karari é uma cidade e uma nagar panchayat no distrito de Kaushambi, no estado indiano de Uttar Pradesh.

## Geografia
Karari está localizada a 25° 27′ N, 81° 26′ L. Tem uma altitude média de 95 metros (311 pés).

## Demografia
Segundo o censo de 2001, Karari tinha uma população de 12,754 habitantes. Os indivíduos do sexo masculino constituem 51% da população e os do sexo feminino 49%. Karari tem uma taxa de literacia de 51%, inferior à média nacional de 59.5%: a literacia no sexo masculino é de 60% e no sexo feminino é de 42%. Em Karari, 18% da população está abaixo dos 6 anos de idade.